# 2014 FK72
2014 FK72 est un transneptunien de magnitude absolue 6,81.
Son diamètre est estimé à environ 200 km, ce qui pourrait le qualifier comme un candidat au statut de planète naine.